# グロスヴナー・トーマス
グロスヴナー・トーマス（George Grosvenor Thomas、1856年 - 1923年2月5日）はオーストラリア生まれの印象派の画家である。イギリスで「グラスゴー派」の画家たちと活動した。

## 略歴
シドニーで生まれた.。1885年に良い仕事を求めて、オーストラリアを出て、イギリスに移り、グラスゴーに住んだ。グラスゴーではフランスのバルビゾン派や印象派、ポスト印象派の影響を受けたグラスゴー・ボーイズ（グラスゴー派）の画家が活動していて、トーマスも彼らの中に加わり、水彩や油彩で、スコットランドの田園風景や風俗画を描いた。グループに属していたが、絵の絵は、バルビゾン派の画家、ジャン＝バティスト・カミーユ・コローやシャルル＝フランソワ・ドービニーの作品から学んだとされる。
トーマスの作品はにロンドンのロイヤル・アカデミー・オブ・アーツの展覧会やスコットランド王立水彩画家協会（Royal Scottish Society of Painters in Watercolour）の展覧会に出展された。1892年に水彩画家協会の会員に選ばれた。ミュンヘンやドレスデンで開かれた国際展覧会にも出展し、ドレスデンでは金賞を受賞した。
後にロンドンに移り、ロンドンを拠点に国外での製作も行ったるがグラスゴー派の画家との活動は続けた。ロンドンで死去した。